# Butalci (film)
Butalci so slovenski televizijski muzikal iz leta 2018. Temelji na istoimenski zbirki humoresk Frana Milčinskega. Film je režiral Aljaž Bastič.

## Zgodba
Ko župan Mihcati Kimpež skupaj s podžupanjo Matevžko Žlamboro zjutraj prispe na občino dvojica opazi strašen prizor; na mizi je bila odprta občinska blagajna iz katere je strašni razbojnik Cefizelj ukradel oba proračunska tolarja. Ožje občinsko vodstvo, ki ga poleg župana in podžupanje sestavljajo še gasilski poveljnik Gregor Copatka, Lavdon Štimani in Fido Kljukca, pokliče butalskega policaja Gregorja Brezhlačnice, ki se zaveže, da bo ujel Cefizlja, pa čeprav je znano, da je razbojnik zadavil že sedem ljudi in tri ženske.
Tistega večera se v vaški gostilni odvija veselica ob godu zavetnika Butal sv. Cvetoslava. Ko policaj vstopi v gostilno ter pove, da je uspešno ujel razbojnika se vzdušje samo še izboljša. V vsej gostilni mu ne verjame le ena oseba, Tepanjčan. Na njegovo ugovarjanje mu policaj želi pojasniti, kako je bilo, nenadoma pa v prostor prihiti zvonar rekoč, da cerkev gori. Novica je v tistem času že dosegla Tepanjce, od koder požrtvovalno na pomoč prihiti četa gasilcev, saj je vsem znano, da butalski gasilci nimajo brizgalnice. Vsa druščina pohiti iz lokala, da bi si ogledala požar, za katerega pa se izkaže, da je le lunin sij.

## Igralska zasedba
- Marjan Bunič - župan Mihcati Kimpež
- Tanja Ribič - podžupanja Matevžka Žlambora
- Jurij Drevenšek - butalski policaj Gregor Brezhlačnice
- Gregor Čušin - gasilski poveljnik Gregor Copatka
- Jure Ivanušič - Lavdon Štimani
- Konrad Pižon - Fido Kljukca
- Gojmir Lešnjak - Tepanjčan
- Ana Facchini - županova žena
- Andrej Golčnik - župnik

## Produkcija
Film je nastal kot študijsko delo Aljaža Bastiča. Želel si je, da bi v okviru televizijske režije raziskoval režijo vsebin resne glasbe (koncertov) in poskusi ustvariti, tako v zgodbi kot glasbi, izvirni televizijski muzikal. Tako so se mu med študijem porajale različne ideje, intenzivneje pa sta se z mentorjem Markom Naberšnikom začela pogovarjati v drugem letniku Bastičevega študija. »Prek razmisleka, da je dobrodošlo, če se gledalec lahko z zgodbo poistoveti že pred ogledom – govorimo torej o poznani tematiki – sva prišla na idejo, da bi bile osnova zgodbe o Butalcih. Gre za sklop zgodb, ki jih pozna vsak Slovenec, in jih ima načelno tudi v zelo pozitivnem spominu. Ideja za muzikal Butalci je nastala spomladi 2017, jeseni istega leta je že nastal scenarij, letošnjega januarja se je začela predprodukcija, ki je intenzivno trajala do konca aprila, ko je bilo delo posneto v štirih snemalnih dneh. V maju je sledila montaža, junija smo snemali glasbo, začetek julija muzikal tonsko obdelali, konec avgusta pa so sledili še barvna in svetlobna obdelava, posebni učinki in napisi,« je za RTV povedal Bastič. V film je vpletel več zgodb, predvsem zgodbe, ki so vizualno močne, osredotočil pa se je na dve osrednji zgodbi, in sicer na zgodbo o oropani občinski blagajni ter pripoved o lovljenju Cefizlja. Na ti dve pa je nato pripel nekaj izmišljenih prizorov, ki prav tako črpajo iz samih zgodb; uvodni song ima na primer nekaj aluzij na zgodbe (na primer sajenje soli, gasilsko brizgalnico, Tepanjčane itd...), muzikal pa sklene zgodba o goreči cerkvi, ki je v resnici zgolj živo žareča luna. »Najbolj dramatičen zaplet je v resnici v tem, kako oropajo občinsko blagajno. S tem pa lahko v zgodbo vpeljemo tudi Cefizlja – lik, ki ga poznajo prav vsi.«

### Glasba in besedila
Glasbo za muzikal je napisal Leon Firšt. Med sestavljanjem scenarija za Butalce sta se oba ustvarjalca večkrat sešla, na podlagi česar so se natančneje izoblikovali posamezni songi. Firšt je Bastiču dal tudi nekaj praktičnih nasvetov, da se je treba tako pri poeziji kot tudi pri libretu nujno držati ritmične strukture, saj je tako še najlažje imeti ob pisanju besedila v mislih že obstoječe glasbeno delo, na katerega se pripenja novo besedilo. Skladatelj je libreto za potrebe glasbe na nekaterih mestih deloma priredil.
Za Bastiča je svojevrsten podvig predstavljalo tudi pisanje libreta; sam zase namreč trdi, da mu pisanje poezije nikoli ni šlo dobro od rok. Za RTV je povedal: »Najprej je bila ideja, da bo libreto pisal nekdo drug; ko je to padlo v vodo, sem doživel hladen tuš spoznanja, da se bom te zahtevne naloge moral lotiti sam. Tu je name dobro deloval pozitiven stres, saj sem imel za oddajo scenarija rok – in je bilo pač treba nekaj napisati. Usedeš se za računalnik; veš, kaj mora biti vsebina; in pišeš, poizkušaš, brišeš, znova napišeš. Pomagal sem si tudi z odzadnjim slovarjem, in je kar nekako steklo.«

### Snemanje
Samo snemanje je trajalo štiri dni, in sicer pretežno v Polhovem Gradcu, en snemalni dan pa je bil v Ljubljani, kjer je bila posneta notranjost gostilne v enem izmed praznih oz. izpraznjenih skednjev. Petje je bilo posneto v živo, tako da so igralci peli na snemalnem mestu, pri čemer so imeli v ušesu drobno slušalko, vsa glasbena orkestracija pa je bila posneta naknadno. To je zahtevalo igralce, ki so glasbeno aktivni in so se lahko soočili s petjem. Pri tem je imel Bastič veliko srečo, saj so se prav vsi igralci odzvali pozitivno: »Za sodelovanje so se odločili vsi uveljavljeni igralci, ki so sodelovali pri projektu. Sodelovanje z njimi je bilo zelo tekoče – vsi so veliki profesionalci, ponekod vsekakor tudi popustljivi do mladega režiserja, delo z njimi pa poteka kot z vsakim človekom ali igralcem – vzpostaviti moraš pristen, iskren odnos; hkrati moraš vsem dati vedeti, da si jim na voljo. Če veš, kaj želiš, ti ni treba ustvarjati navidezne avtoritete; igralci sami začutijo, ali ti lahko zaupajo – sodelovanje je bilo izjemno prijetno. Res prijetno.«

## Zanimivosti
- Imena likov so povzeta po imenih potomcev Kozmijana Bute, ustanovitelja Butal, ki so omenjeni v prvi humoreski, Butale in Butalci.
- Andrej Golčnik, ki v filmu igra butalskega župnika, je duhovnik tudi poklicno.

## Nagrade
Muzikal je leta 2018 prejel nagrado Zlatolasko za TV dramo.